# Stefano Tilli
Stefano Tilli, född den 22 augusti 1962 i Orvieto, är en italiensk före detta friidrottare som tävlade i kortdistanslöpning.
Tillis långa karriär började med guld vid inomhus-EM 1983 i Budapest på 60 meter. Två år senare blev han guldmedaljör på den längre sträckan 200 meter. Vid VM 1987 blev han utslagen i semifinalen på 200 meter och vid EM 1998 slutade han fyra på 100 meter. Han sista stora mästerskap blev Olympiska sommarspelen 2000 där han blev utslagen i försöken på 100 meter. 
Som stafettlöpare hade han flera framgångar i laget på 4 x 100 meter. Vid VM 1983 blev laget silvermedaljörer och vid EM 1982 blev laget bronsmedaljörer.

## Personliga rekord
- 100 meter - 10,16 från 1984
- 200 meter - 20,40 från 1984